# Karbamilacija
Karbamilacija se javlja kad izocijanska kiselina (HCNO) reaguje sa amino terminusom proteinskih ostataka poput lizina. To je jedna od čestih veštačkih proteinskih modifikacija, koja se može prepoznati izoelektričnim fokusiranjem. Faktor rizika da dođe do ove reakcije je ureja koja postoji u rastvoru i koja je u ravnoteži sa amonijum cijanatom. Izocijanska kiselina je cijanatna forma koja reaguje sa amino grupama proteina. Da bi došlo do karbamilacije aminokiselinske grupe proteinskih bočnih lanaca lizina, arginina moraju da budu deprotonisane, do čega obično dolazi pri alkalnom . Karbamilacija proteina se odvija na sobnoj temperaturi u rastvoru ureje, kad izocijanska kiselina može slobodno da reaguje sa proteinom.
 (izocijanska kiselina) +  (amino terminus proteina) →  (karbamilisani protein)
Karbamilacija izocijanskom kiselinom je nepoželjna za naknadne korake proteinske karakterizacije, jer dolazi do blokiranja amino terminusa proteina, čime se onemogućava sekvenciranje. Vezivanje izocijanska kiseline za bočne lance lizina i arginina čini protein nepodesnim za mnoge tipove enzimskog varenja. Karbamilacija isto tako otežava interpretaciju maseno spektroskopskih rezultata i proizvodi neočekivana retenciona vremena tokom hromatografskog razdvajanja. Karbamilacija proteina in vivo je zapažena u više stanja bolesti.